# Пањевац (Деспотовац)
Пањевац је насеље у Србији у општини Деспотовац у Поморавском округу. Према попису из 2022. било је 356 становника.
Овде се налазе Запис храст код цркве (Пањевац), Запис дуд код чесме (Пањевац) и Запис храст код школе (Пањевац).

## Демографија
У насељу Пањевац живи 444 пунолетна становника, а просечна старост становништва износи 47,3 година (45,1 код мушкараца и 49,3 код жена). У насељу има 162 домаћинства, а просечан број чланова по домаћинству је 3,20.
Ово насеље је у потпуности насељено Србима (према попису из 2002. године), а у последња три пописа, примећен је пад у броју становника.
|  |

| Демографија | Демографија | Демографија |
| Година      | Становника  | Становника  |
| ----------- | ----------- | ----------- |
| 1948.       | 924         |             |
| 1953.       | 986         |             |
| 1961.       | 920         |             |
| 1971.       | 872         |             |
| 1981.       | 822         |             |
| 1991.       | 743         | 644         |
| 2002.       | 519         | 672         |
| 2011.       | 518         |             |

| Етнички састав према попису из 2002.‍ | Етнички састав према попису из 2002.‍ | Етнички састав према попису из 2002.‍ | Етнички састав према попису из 2002.‍ | Етнички састав према попису из 2002.‍ |
| ------------------------------------ | ------------------------------------ | ------------------------------------ | ------------------------------------ | ------------------------------------ |
|                                      |                                      |                                      |                                      |                                      |
| Срби                                 | Срби                                 |                                      | 519                                  | 100,0%                               |
| непознато                            | непознато                            |                                      | 0                                    | 0,0%                                 |

| Година пописа     | 1948. | 1953. | 1961. | 1971. | 1981. | 1991. | 2002. |
| ----------------- | ----- | ----- | ----- | ----- | ----- | ----- | ----- |
| Број домаћинстава | 168   | 183   | 185   | 192   | 190   | 183   | 162   |

| Број чланова      | 1  | 2  | 3  | 4  | 5  | 6  | 7 | 8 | 9 | 10 и више | Просек |
| ----------------- | -- | -- | -- | -- | -- | -- | - | - | - | --------- | ------ |
| Број домаћинстава | 33 | 41 | 23 | 28 | 12 | 18 | 2 | 4 | 1 | 0         | 3,20   |

| Пол    | Укупно | Неожењен/Неудата | Ожењен/Удата | Удовац/Удовица | Разведен/Разведена | Непознато |
| ------ | ------ | ---------------- | ------------ | -------------- | ------------------ | --------- |
| Мушки  | 221    | 43               | 153          | 17             | 5                  | 3         |
| Женски | 238    | 25               | 156          | 51             | 6                  | 0         |
| УКУПНО | 459    | 68               | 309          | 68             | 11                 | 3         |

| Пол    | Укупно                    | Пољопривреда, лов и шумарство | Рибарство                            | Вађење руде и камена | Прерађивачка индустрија       |
| ------ | ------------------------- | ----------------------------- | ------------------------------------ | -------------------- | ----------------------------- |
| Мушки  | 109                       | 37                            | 0                                    | 40                   | 8                             |
| Женски | 92                        | 77                            | 0                                    | 5                    | 2                             |
| УКУПНО | 201                       | 114                           | 0                                    | 45                   | 10                            |
| Пол    | Производња и снабдевање   | Грађевинарство                | Трговина                             | Хотели и ресторани   | Саобраћај, складиштење и везе |
| Мушки  | 1                         | 6                             | 3                                    | 3                    | 4                             |
| Женски | 0                         | 0                             | 5                                    | 0                    | 0                             |
| УКУПНО | 1                         | 6                             | 8                                    | 3                    | 4                             |
| Пол    | Финансијско посредовање   | Некретнине                    | Државна управа и одбрана             | Образовање           | Здравствени и социјални рад   |
| Мушки  | 0                         | 0                             | 3                                    | 0                    | 3                             |
| Женски | 0                         | 1                             | 0                                    | 2                    | 0                             |
| УКУПНО | 0                         | 1                             | 3                                    | 2                    | 3                             |
| Пол    | Остале услужне активности | Приватна домаћинства          | Екстериторијалне организације и тела | Непознато            | Непознато                     |
| Мушки  | 0                         | 0                             | 0                                    | 1                    | 1                             |
| Женски | 0                         | 0                             | 0                                    | 0                    | 0                             |
| УКУПНО | 0                         | 0                             | 0                                    | 1                    | 1                             |